# La Tentation de saint Antoine (Rodin)
Pour les articles homonymes, voir La Tentation de saint Antoine.
La Tentation de saint Antoine est une statue en ronde-bosse du sculpteur français Auguste Rodin. Elle est inspirée de la nouvelle La Tentation de saint Antoine, publiée par Gustave Flaubert et pour laquelle Rodin avait une grande admiration. Elle représente une femme nue, allongée sur le dos d'un moine prostré au sol. 

## Historique
Il s'agit de la première sculpture acquise par le Musée des Beaux-Arts de Lyon à Rodin, constituant le point de départ d'une très grande collection d'œuvres de Rodin. Acquise en 1903 avec l'aide de la fondation Chazières (pour 14 000 francs), elle semble avoir été conçue vers 1889 mais l'exécution du marbre n'est pas datée avec précision. Ce marbre est la première des cinq œuvres (deux marbres et trois bronzes) achetées directement par le Musée des Beaux-Arts de Lyon à Rodin.
La collection d'œuvres de Rodin au Musée des Beaux-Arts de Lyon est la plus importante parmi celles conservées dans les musées de provinces (une quarantaine d'œuvres). Elle trouve sa source dans les rapports que Rodin entretint de 1903 jusqu'à la fin de sa vie avec certaines personnalités de la ville de Lyon. À l'époque, Raymond Tripier indiquera aux membres de la commission du Musée de Lyon qu'il était alors difficile de se procurer des œuvres de Rodin. Étant cependant en contact avec ce dernier, il précisera que Rodin consent à céder une de ses œuvres à un prix inférieur à ses conditions habituelles : La Tentation de saint Antoine.

## Œuvre

### Description
Rodin représente sur une base d'une largeur presque disproportionnée une jeune femme nue allongée dans une pose voluptueuse sur le dos d'un moine vêtu d'une épaisse robe de bure. Le visage contre le sol, l'homme embrasse éperdument sa croix pour échapper à la tentation de la chair. Le sujet est emprunté à La Tentation de saint Antoine de Flaubert. Dans cette nouvelle, saint Antoine se jette systématiquement au sol pour résister à la tentation, qui apparaît alors sous la forme d'une femme lascive. Le moine semble chercher à transférer ses désirs coupables vers l'objet religieux ; on ne pourrait dire si son expression est due à la religion ou à la sensualité. La lascivité de la tentatrice en revanche ne fait aucun doute : elle n'enlace pas l'ermite mais se laisse aller sur son dos, comme une manifestation des pensées libidineuses de saint Antoine. Le positionnement dos à dos de deux personnages est caractéristique de plusieurs groupes de Rodin, qui combinait fréquemment des œuvres conçues séparément pour en créer de nouvelles.
L'œuvre est volontairement inachevée. Les traces d'outils du sculpteur apparaissent sur l'étoffe du saint, en opposition au marbre poli du corps de la femme. La sculpture semble emprunter l'atmosphère dramatique de La Porte de l'Enfer.

### La légende de saint Antoine
La vie de saint Antoine fut popularisée au XIIIe siècle par l'ouvrage la Légende dorée. La légende raconte que saint Antoine, retiré dans le désert égyptien aux premiers temps du christianisme, était hanté par la vision de femmes tentatrices, venues éprouver sa foi, auxquelles il serait parvenu à résister. Ces hallucinations seraient celle d'un solitaire épuisé par le jeûne et les veilles.
Dans l'histoire de l'art, saint Antoine est souvent représenté avec la figure de la femme tentatrice. Quelques exemples : 
- Au XIIIe siècle, dans l'église du saint-sépulcre de Barletta, il est représenté en présence de trois femmes montrant chacune un sein nu[5] ;
- Au XIVe siècle, sur le retable de Champmol par Jacques de Baerze (Musée des beaux-arts de Dijon), il les trouve aux prises avec un diable femelle[5] ;
- Au XVe siècle, les femmes que Satan délègue à saint Antoine pour l'induire en tentation sont toujours habillées, symbolisant la coquetterie ou la vanité plutôt que la volupté[5] ;
- Au XVIe siècle, sur un tableau du Tintoret à l'église San Trovaso de Venise, des femmes nues enflamment les sens de l'ermite[5] ;
- Au XVIIe siècle, le flamand D. van Wijnen surnommé Ascanius, peint l'ermite armé d'un crucifix et d'un chapelet s'efforçant de ne pas voir les seins nus de la tentatrice étendue à côté de lui[5] ;
- Au XIXe siècle, le thème de saint Antoine est traité de nombreuses fois par de nombreux artistes, peintres, sculpteurs et graveurs tel Félicien Rops[7].

Rodin ajoute une variante au thème de saint Antoine en représentant dans un groupe en marbre la femme tentatrice triomphant du solitaire. La femme nue incarne le désir, et s'étire voluptueusement sur le dos de l'ermite que l'épaisseur de sa robe de bure ne suffit pas à protéger.

### La sculpture de Rodin
La Tentation de saint Antoine témoigne des procédés nouveaux introduits par Rodin dans le champ de la sculpture. Il la compose en adoptant le principe d'assemblage, réutilisant des fragments de compositions passées afin de leur donner un sens nouveau. Le travail qu'il mène à partir de 1880 sur La Porte de l'Enfer constitue en particulier la matrice de nombreuses sculptures ultérieures, comme c'est ici le cas : la figure féminine correspond à celle de l'Éveil. L'artiste joue aussi des différences de traitement du marbre : les deux figures semblent s'extraire d'un bloc de marbre laissé presque brut, qui suggère un paysage. Si le corps de la tentatrice est parfaitement poli, laissant glisser la lumière, la robe de bure de l'ermite montre encore les traces d'outils et un aspect rugueux. Ce non finito selon les règles classiques reflète l'admiration de Rodin pour Michel-Ange.

### Le corps selon Rodin
Rodin montre l'érotisme ; il voue un culte au nu féminin, particulièrement au corps sexué de la femme. L'artiste dessine presque exclusivement d'après modèle vivant. Il ne les fait pas poser, mais les saisit dans leurs mouvements, leurs attitudes les plus spontanées et les plus libres, dans une quête constante de vérité. Il ne cherche pas la perfection mais le naturel, la grâce expressive du mouvement, les tentations du désir. Pour lui, la beauté est celle, réelle de la volupté qui transforme les corps, vieux ou jeunes, hommes ou femmes. Rodin vit à l'époque de Freud, l'érotisme et les pulsions sont alors pour lui des façons d'approcher la connaissance de l'être humain.
Parallèlement à son œuvre sculpté, Rodin a dessiné tout au long de sa vie, et a laissé à peu près 10 000 travaux sur papier. Tous ses dessins sont des variations sur un même thème, celui du corps nu de la femme.

## Expositions et autres exemplaires
Rodin présenta publiquement pour la première fois le marbre de la Tentation de saint Antoine à l'exposition personnelle qu'il organisa en 1900 au pavillon de l'Alma, puis deux ans plus tard à Berlin, à l'exposition de la 5e Sécession. Le sculpteur avait alors donnée des indications précises sur la manière dont il souhaitait que le public la vît : il voulait en effet que la figure féminine fût découverte à contre-jour : « C'est ainsi que son modèle apparaîtra le mieux », écrivit-il au peintre allemand Max Liebermann[réf. souhaitée].
L'œuvre a été exposée en : 
- 1900 à l'Exposition universelle de Paris, au Pavillon de l'Alma.
- 1902 à la Galerie Georges Petit à Paris.
- 1902 à Berlin, 5e Sécession[11].

Rodin, soucieux de garder trace de chacune de ses œuvres, fit réaliser plusieurs moulages du marbre, avant son acquisition par le Musée des Beaux-Arts de Lyon.
Autres exemplaires de l'œuvre : 
- Musée Rodin de Paris, plâtres, moulages et maquette.
- California Palace of the Legion of Honor de San Francisco. Le moulage est confié au monteur-statuaire Georges Chauvin[7].